# Aerfer
Aerfer est une société italienne de construction aéronautique.
En 1949, l'Industrie Meccaniche e Aeronautiche Meridionali (IMAM) de Naples fut reprise par le groupe Finmeccanica et renommée "Officine di Pomigliano per Costruzioni Aeronautiche e Ferroviarie, Aerfer en abrégé. 
L’Aerfer Sagittario II a été le premier avion supersonique construit en Italie. Aerfer a également participé au développement du biplace Aermacchi AM.3. À partir de 1966 des panneaux de fuselage de McDonnell Douglas DC-9 ont été produits dans l’usine de Naples. 
En 1969 Aerfer Industrie Aerospaziali Meridionali et le département aviation de Fiat, Fiat Aviazione ont fusionné pour former Aeritalia.